# Osteosintesi
Con osteosintesi si intende la fissazione, in corso di un intervento chirurgico ortopedico, dei segmenti ossei di una frattura. 

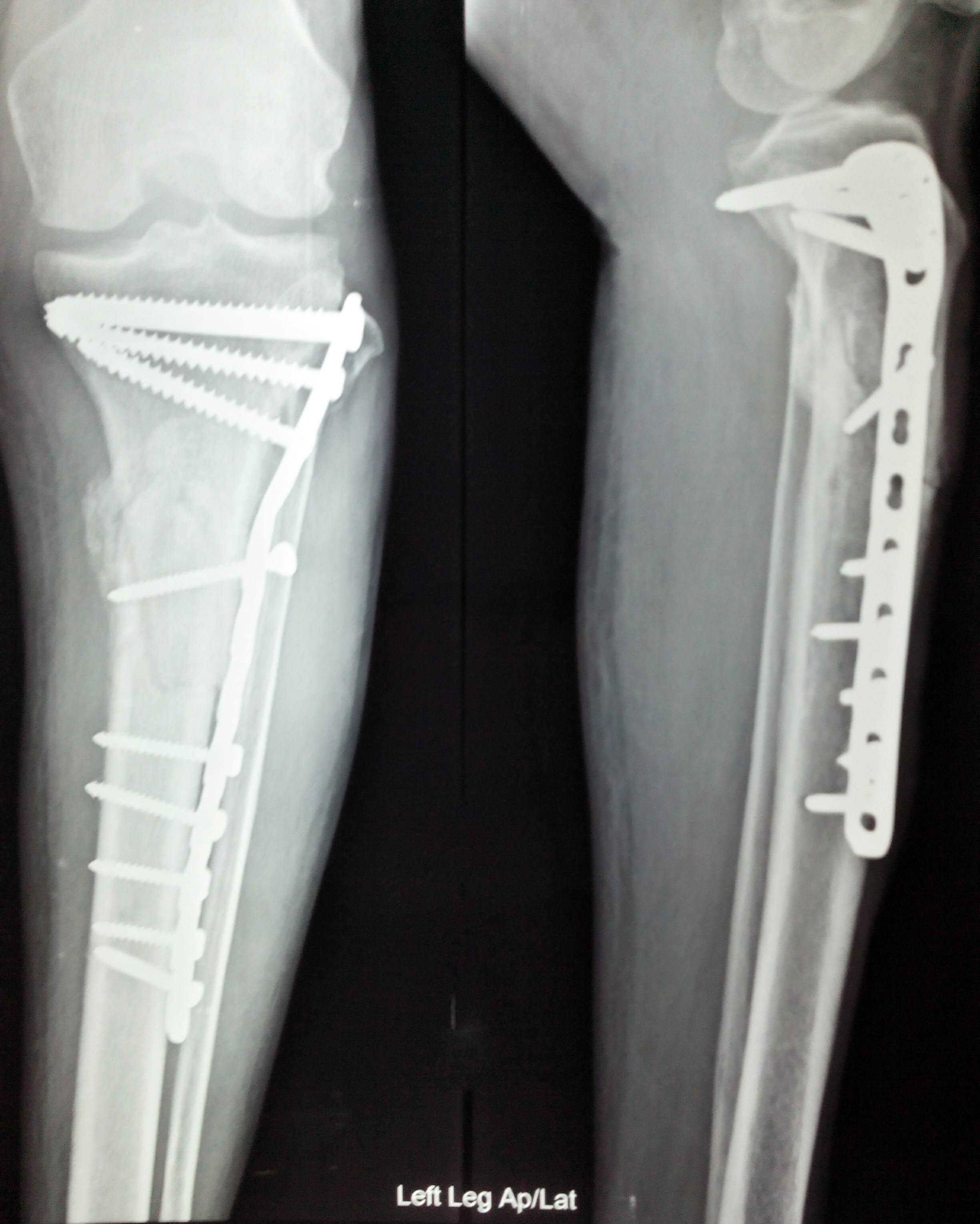
Osteosintesi con fissazione interna (placca e viti) di una frattura metaepifisaria di tibia prossimale

In generale, il trattamento delle fratture ossee può essere di tipo conservativo oppure di tipo chirurgico. Nel primo caso si mantengono affrontati (ridotti) i monconi ossei con l'applicazione di dispositivi di immobilizzazione come ad esempio il gesso. L'intervento chirurgico è il trattamento di scelta per alcuni tipi di frattura che non permettono di ottenere dei risultati clinici soddisfacenti con la sola immobilizzazione. L'atto chirurgico consiste nel riposizionare i frammenti ossei fratturati tramite esposizione del focolaio di frattura (riduzione a cielo aperto) oppure tramite manovre esterne (riduzione a cielo chiuso) e nella loro immobilizzazione tramite appositi device chiamati mezzi di sintesi. 
Possiamo distinguere la fissazione esterna, ottenuta tramite mezzi di sintesi che raggiungono l'osso attraverso piccole incisioni cutanee (fissatori esterni, fili di Kirschner ecc.), e la fissazione interna, ottenuta tramite mezzi di sintesi adesi all'osso o posizionati all'interno di esso e quindi interamente coperti dai tessuti molli (chiodi endomidollari, placche, viti ecc.).

## Complicanze
Come ogni atto chirurgico gli interventi di osteosintesi non sono scevri da complicanze. Oltre alle complicazioni anestesiologiche generali e quelle correlate alle patologie di base del paziente, tipicamente si può andare incontro a lesioni vasculonervose, malconsolidamenti, pseudoartrosi, infezioni superficiali e profonde, osteomieliti, rottura dei mezzi di sintesi e ritardi di guarigione dell'accesso chirurgico.